# Astresse
El Astresse era una compañía automóvilística francesa que fabricó únicamente durante el año 1898. La compañía tenía su sede en la localidad de Levallois-Perret y fabricó unos dos o tres vehículos al mes usando unos motores fabricados bajo licencia de Grivel.
- Datos: Q4811403